# سلفریجز، خیابان آکسفورد
سلفریجز (انگلیسی: Selfridges) یک مرکز خرید خرده‌فروشی در لندن، انگلستان است.
این ساختمان در سال ۱۹۰۹ توسط دانیل برنهم در خیابان آکسفورد ساخته شده است، سلفریجز دارای ۵۰٬۰۰۰ مترمربع زیربنا می‌باشد.

## نگارخانه

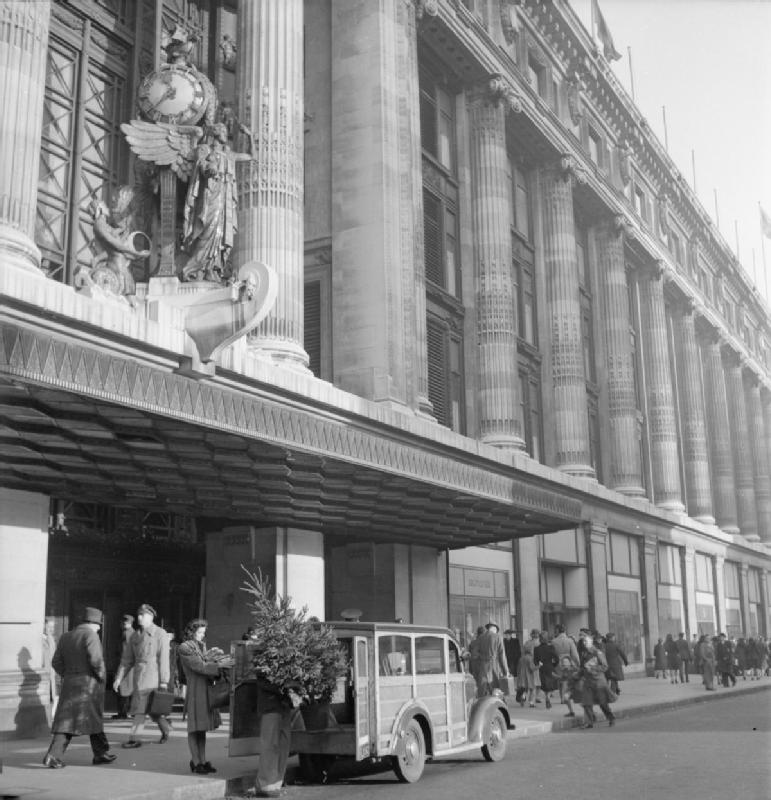
۱۹۴۴
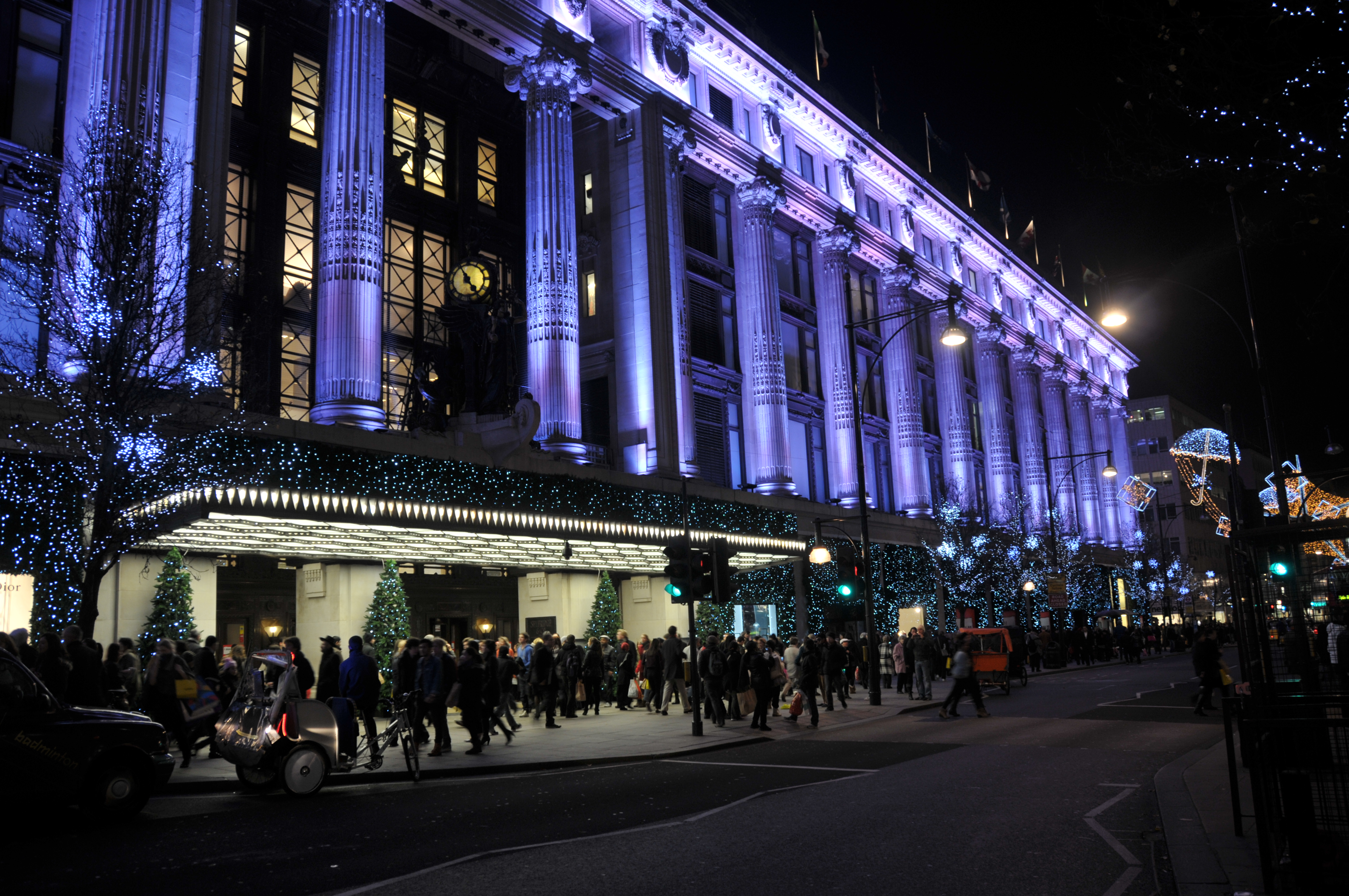
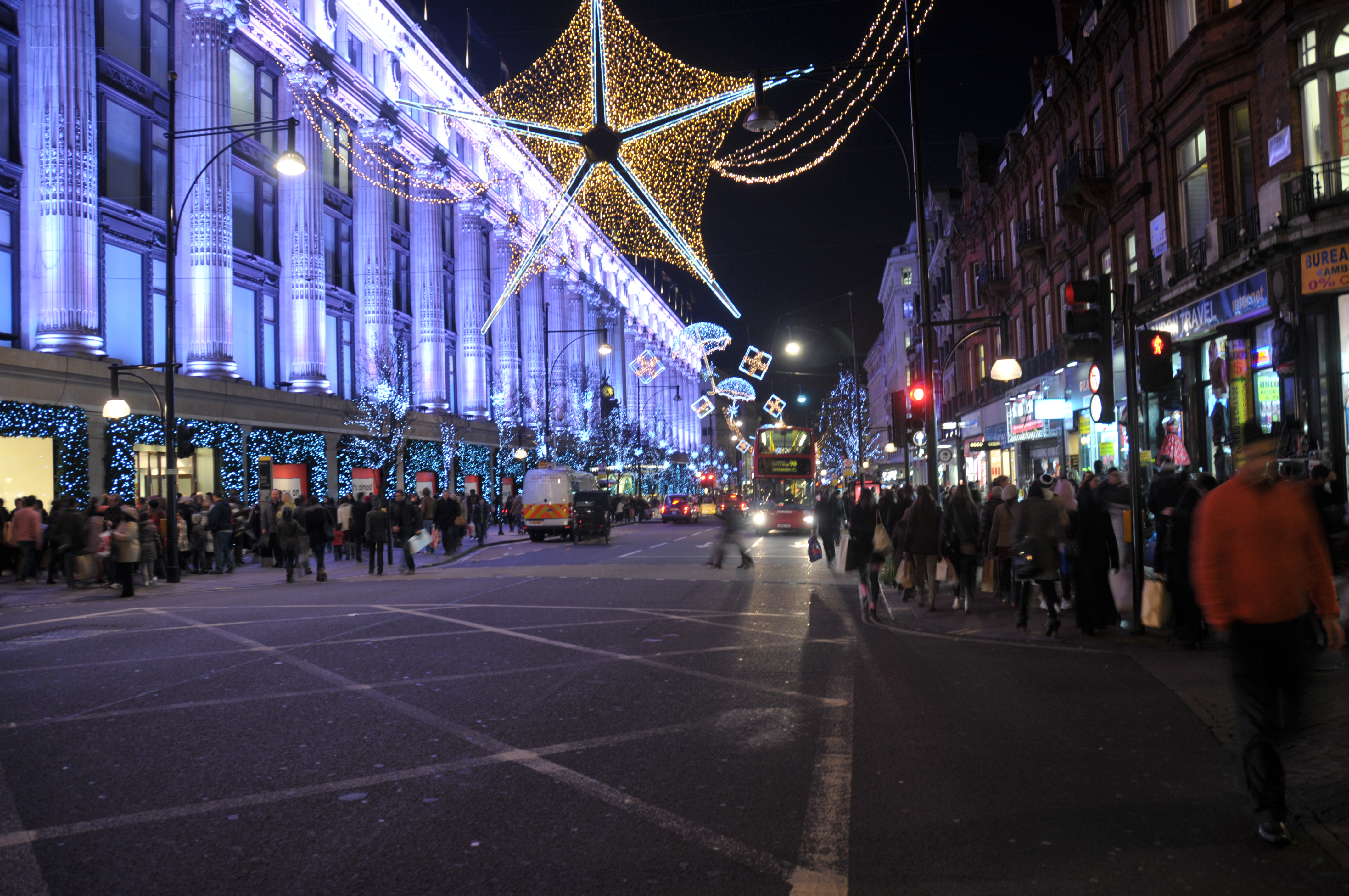
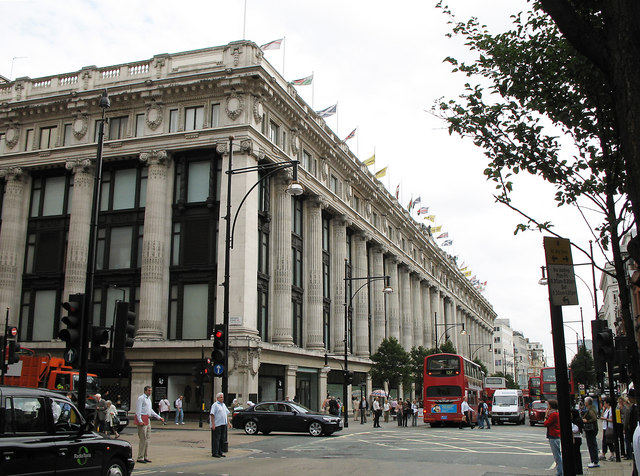
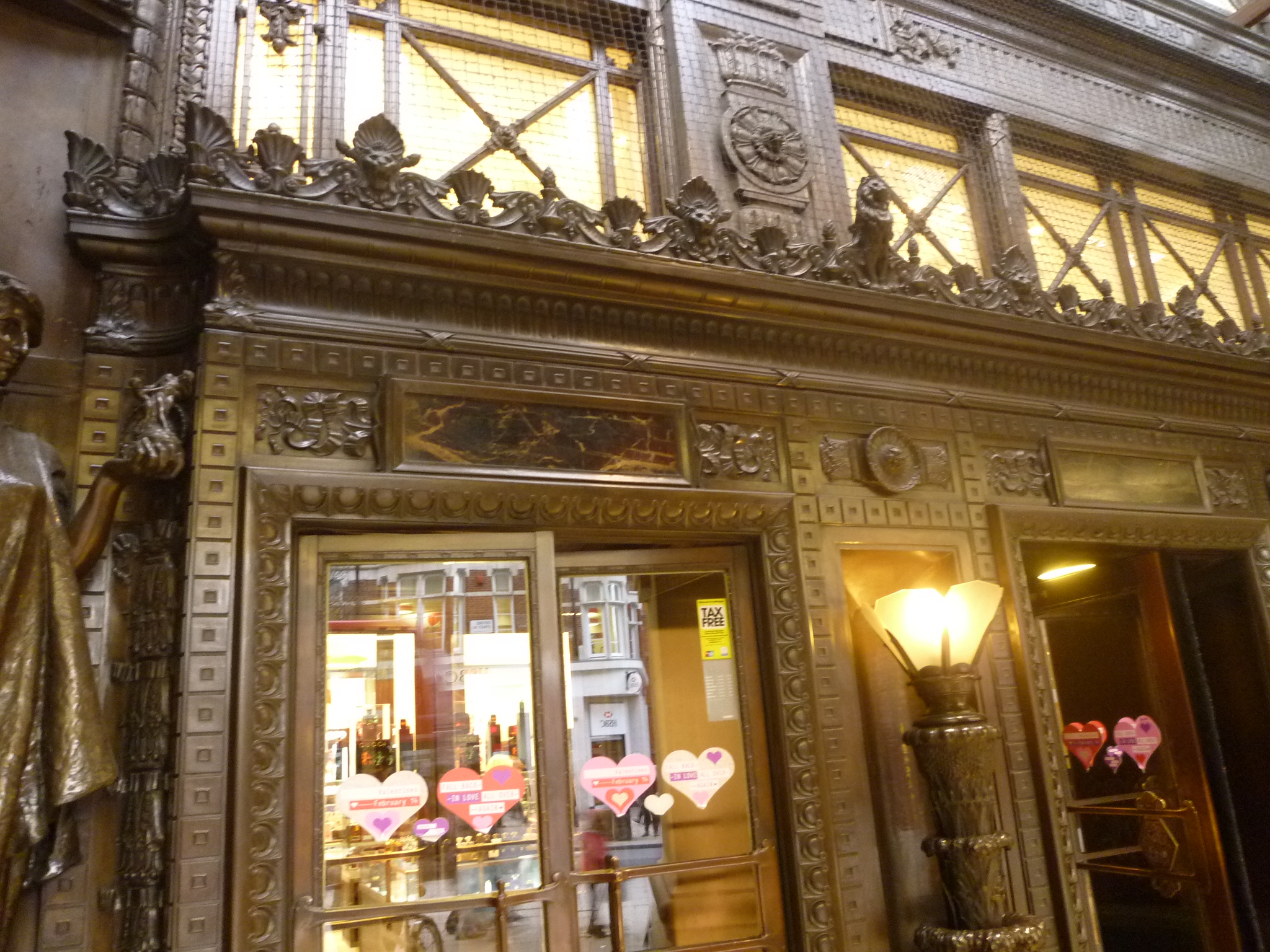
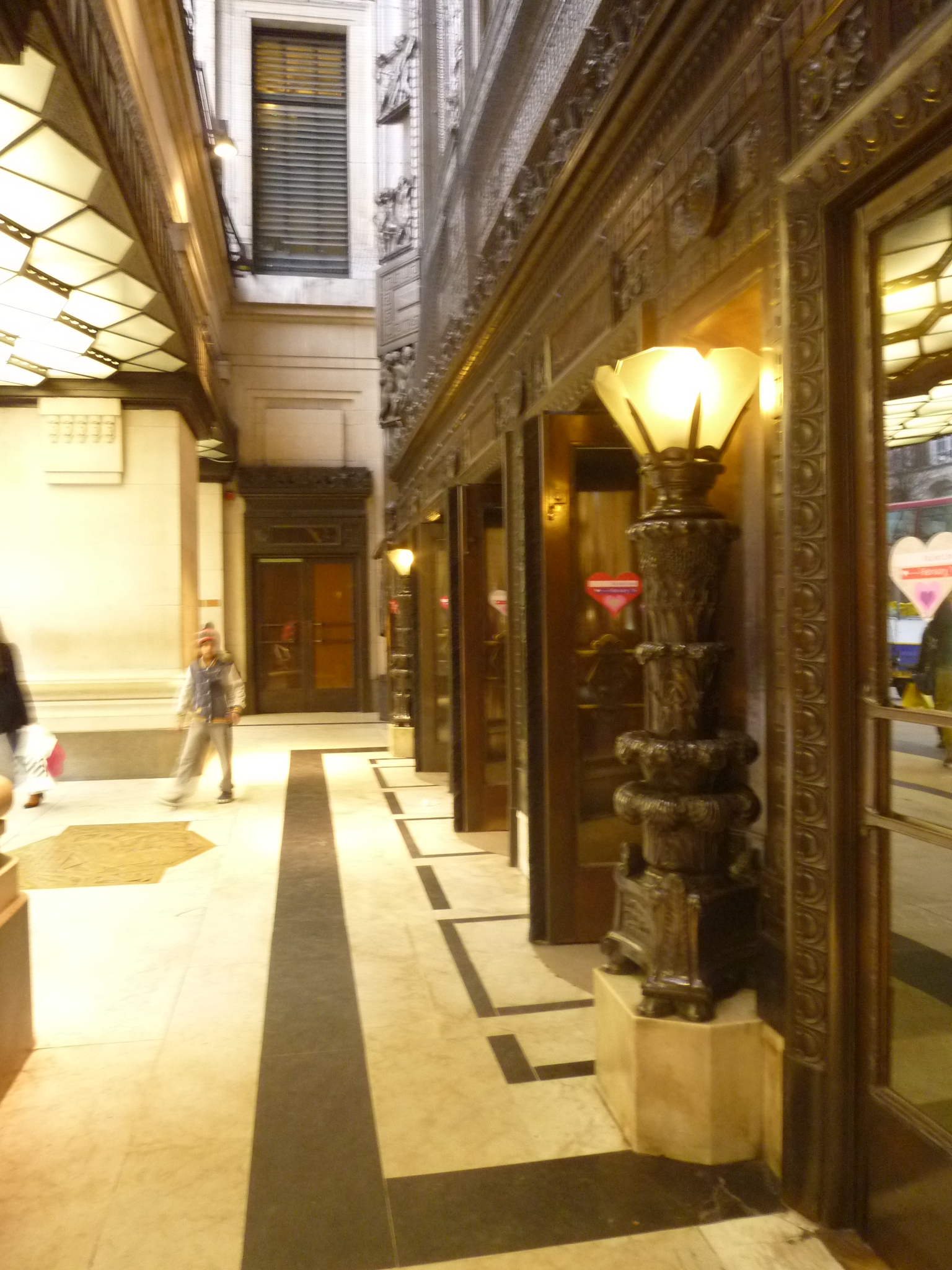
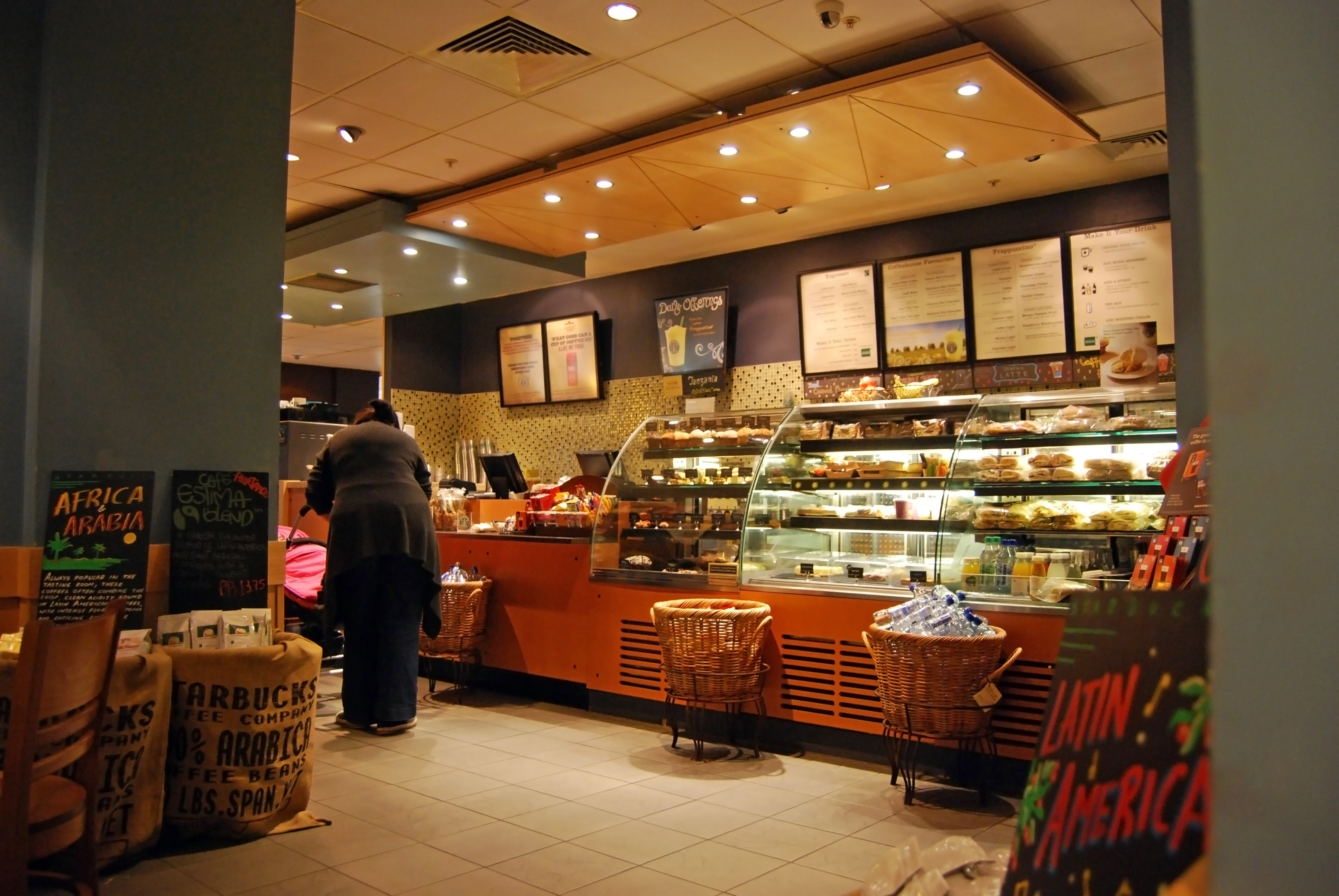